# Marcin Żeromski (1680–1748)
Marcin Żeromski (ur. w 1680 roku, zmarł w 1748 roku) – archidiakon krakowskiej kapituły katedralnej w latach 1742–1748, kanonik krakowskiej kapituły katedralnej prebendy Dojazdów w latach 1725–1742, prebendy Chmielowska w 1723 roku, prepozyt kieleckiej kapituły kolegiackiej w latach 1723–1748, kanonik kieleckiej kapituły kolegiackiej prebendy Szydłowska w latach 1738–1740, kanonik kapituły katedralnej włocławskiej, kanonik warszawski, proboszcz kruszwicki.